# Jérôme Chiotti
Jérôme Chiotti (Millau, 18 de enero de 1971) es un deportista francés que compitió en ciclismo de montaña en la disciplina de campo a través. Ganó una medalla de plata en el Campeonato Mundial de Ciclismo de Montaña de 1998.
El 23 de abril de 2000 declaró en una entrevista que para la medalla de oro conseguida en el Mundial de 1996 había consumido EPO. Él mismo entregó la medalla y la UCI lo sancionó con seis meses de suspensión.

## Medallero internacional
| Campeonato Mundial | Campeonato Mundial        | Campeonato Mundial | Campeonato Mundial |
| Año                | Lugar                     | Medalla            | Competición        |
| ------------------ | ------------------------- | ------------------ | ------------------ |
| 1996               | Cairns (Australia)        | DSC                | Campo a través     |
| 1998               | Mont-Sainte-Anne (Canadá) | Medalla de plata   | Campo a través     |